# 許乃番
許乃番（？—？），浙江仁和人，清朝政治人物。捐纳出身。
道光十八年八月，擔任清朝廣東省潮州府豐順縣知縣。后由李廷鑾接任。